# Crashtender

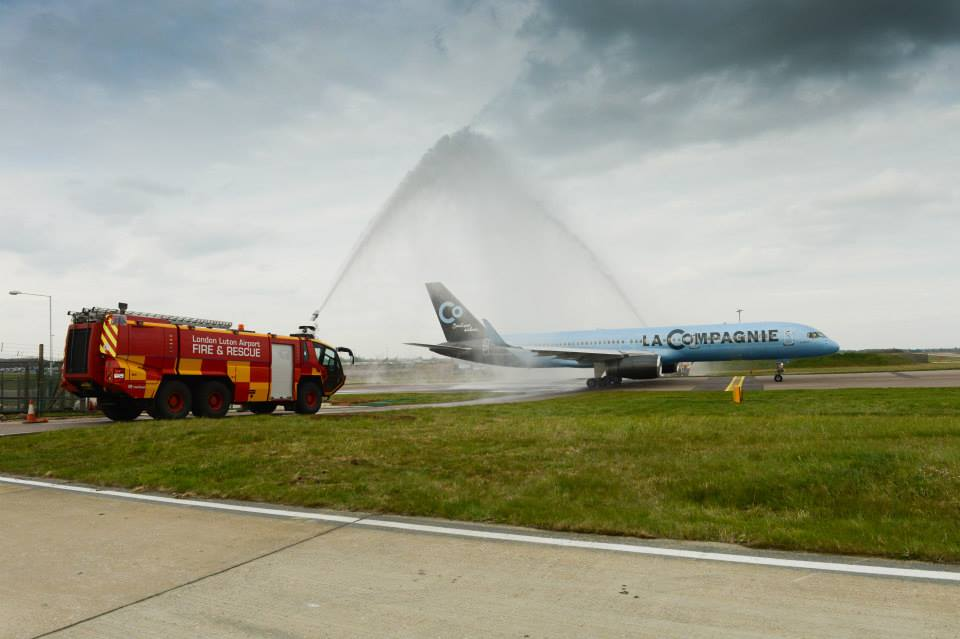
Deux crashtenders effectuant un water salute pour un Boeing 757-200 de La Compagnie Boutique Airline à l'aéroport de Londres-Luton en 2015.

Un crashtender désigne un véhicule de lutte contre l'incendie dédié à combattre les feux d'aéronefs sur des aéroports ou des bases aériennes militaires.
Ils disposent généralement de pompe hydraulique à grande puissance permettant de projeter de l'eau, de la mousse ou de la poudre à distance sur un aéronef.
Leurs canons à eau sont également utilisés lors de la tradition du water salute lorsque les pompiers arrosent un appareil en formant une arche d'eau en guise d'hommage pour diverses raisons.

## Constructeurs et engins

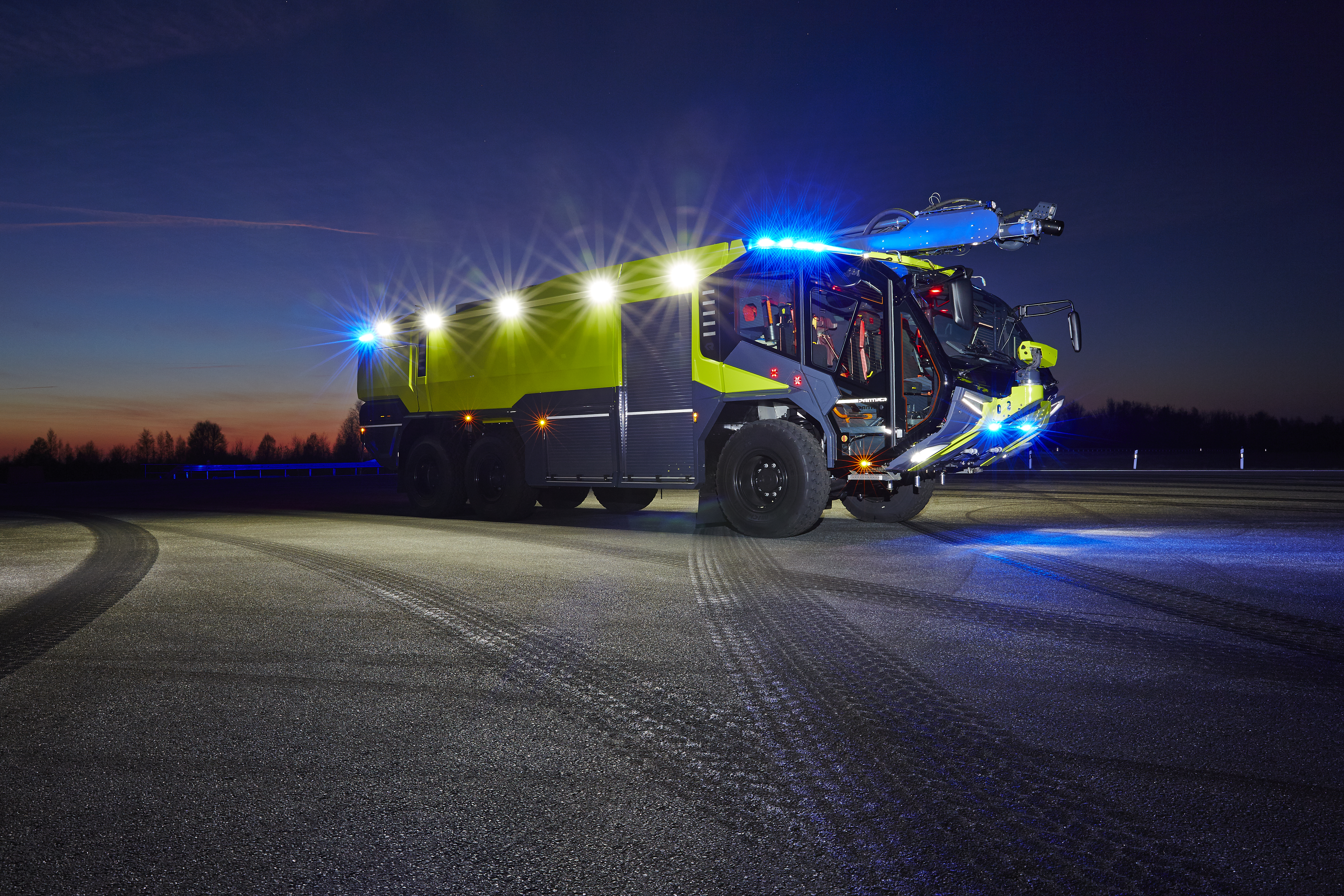
Crashtender de la firme Rosenbauer.

- Rosenbauer

## Accidents et incidents notoires
Plusieurs crashtenders ont été impliqués dans des accidents aéronautiques. En voici une liste non-exhaustive :
- Le 6 juillet 2013, lors du crash du vol Asiana Airlines 214 à l'aéroport international de San Francisco, aux États-Unis, l'une des victimes a été écrasée par l'un des crashtenders des pompiers de l’aéroport lors de leur intervention[1].
- Le 18 novembre 2022, le vol LATAM Perú 2213 entre en collision avec un crashtender lors de sa phase de décollage à l'aéroport international Jorge-Chávez de Lima, au Pérou, à la suite d'une incursion de piste du camion. L'accident tue 2 pompiers et blesse 41 personnes[2].